# Gran Turismo 4
Gran Turismo 4 (també conegut com a GT4) és un videojoc de curses per la PlayStation 2 de Sony creat per Polyphony Digital. El joc va sortir el 10 de gener del 2005 al Japó i Hong Kong (NTSC-J), el 22 de febrer del 2005 a l'Amèrica del Nord (NTSC-U/C) i el 9 de març de 2005 a Europa (PAL), i va ser republicat per la línia del 'Greatest Hits' de Sony i 'Platinum'. És la quarta saga d'aquest simulador, amb més de 700 cotxes de marques reals com ara BMW, Mercedes i Nissan. Amb més de 25 circuits reals, com el circuit japonès de Suzuka.

## Versions alternatives

### Prologue
'Gran Turismo 4 Prologue' (グランツーリスモ4プロローグ, guran tsūrisumo 4 purorōgu) és un videojoc de curses de la saga Gran Turismo per la Playstation 2 de Sony creat per Polyphony Digital. Va ser publicat el 4 de desembre de 2003 al Japó i al Sud-est asiàtic, el 15 de gener de 2004 a Corea, i el 26 de maig de 2004 a Europa. Per raons sense esbrinar, el joc no va ser publicat al mercat de l'Amèrica del Nord.
Com es va pretendre llançar GT4 a nivell mundial en Nadal de 2003 però no va ser possible, Polyphony Digital, a manera de consolació, va llançar el GT4 Prologue com un cop d'ull (incloent un disc extra documental) de l'experiència de GT4. Encara que el nombre de circuits i actuacions va ser limitat, el disc contenia totes les característiques principals de la franquícia Gran Turisme: carreres, reptes contra rellotge i proves per a llicència. El disc també demostrava l'avenç de tecnologia que Polyphony Digital havia acumulat en dos anys presentant 50 dels 500 cotxes que inicialment s'havien proposat (després es va incrementar a 720) i 5 circuits.

## Característiques principals
S'han afegit noves maneres: de simulació (career) i fotogràfic, així com compatibilitat amb el volant de Logitech, Driving Force Pro, i emmagatzemament USB i impressores, per a la manera fotogràfica. És possible fer una selecció de captures de pantalla amb diferent compressió (Normal/Fina/SuperFina) i grandària (fins a 1280x960 72dpi) que el jugador pot guardar o imprimir amb una impressora USB Epson. També és el primer joc de PS2 que suporta resolució HDTV 1080i, 480p i widescreen. Comparat amb versions anteriors, GT4 agrega un IA en la carrera, indicant-li quan ha d'entrar a pits, rebasar, que tan ràpid anar (en escala de l'1 al 5). B-Spec és especialment útil en carreres de rendiment que poden durar fins a 24 hores de temps real, encara que en la manera B-Spec el temps pot accelerar-se fins a 3 vegades més del real. La manera fotogràfica li permet al jugador tenir el control d'una càmera virtual per a prendre fotografia del seu vehicle o en llocs específics, incloent el Gran Canyon. Un altre agregat del joc són les Proves de Maneig (Driving Missions) que són semblants en experiència a les proves per a llicència. Un adaptador de xarxa de PS2 pot ser utilitzat per a connectar-se a altres PS2 i fer una competència multi pantalles. També pot ser utilitzat per a jugar en línia amb fins a 6 jugadors en una LAN.
Prop de 5000 polígons són usats per acte. 500 a 700 paràmetres defineixen les característiques de maneig segons el model de física del vehicle.
El joc inclou, com premis, un gran nombre d'actuacions d'interès històric, per exemple, el carruatge "sense cavalls" Benz i Daimler 1886, el Ford Model T. A causa de la complexitat dels seus models, aquests actuacions no poden ser utilitzats en les carreres, i només pot ser utilitzats en proves contra rellotge solitàries o en manera fotogràfica. Actuacions modernes amb formes complexes, com el Chrysler Prowler o el Caterham Seven Fire Blade, tampoc poden ser utilitzats en carrera. Els jugadors interessats solament en les carreres poden desfer-se d'aquests actuacions, no obstant això, mentre la majoria de les actuacions de premi poden ser venuts, aquests "actuacions especials" no, i només pot desfer-se d'ells sense rebre gens a canvi. L'Acte Union Streamliner només pot ser conduït en Nürburgring, el Circuit de Proves (Test Course), i Les Vegas Drag Strip. Per a alguns jugadors, l'objectiu del joc és col·leccionar totes les actuacions que el joc ofereix i, per tant, no és tan important que l'acte no pugui ser competit. I en qualsevol cas, hi ha un bon nombre de vehicles històrics que sí que poden ser competits com el Jaguar I-type 1961, el Mercedes 300SL 1954 i el Citroën 2CV 1954.
Alguns intents s'han realitzat per a comparar la simulació del joc amb el món real. Jeremy Clarkson de Top Gear va tractar d'igualar el seu temps en GT4 de Laguna Seca en un Honda NSX (venut en EU com Acura NSX). En la vida real, va fallar al voler igualar el temps realitzat en el joc, però es va concloure que una de les majors diferències entre el joc i el real és el "factor por". No obstant això, no es va prendre en compte que en el joc el va córrer un NSX-R, que és més lleuger i ràpid que el qual va utilitzar en la vida real.
En GT4, l'única manera de qualificar per a la carrera és practicar. Però això només és possible quan es corre un campionat. D'una altra manera, sempre es comença al final de la graella.

### Mode B-Spec
La nova manera B-Spec posa al jugador en el paper del cap d'equip de carrera: dient al conductor que tan agressiu ha de ser, quan revassar i quan detenir-se en pits (monitorejant les condicions dels pneumàtics, el nivell de combustible i l'oli). La velocitat del temps de carrera pot ser incrementat fins a 3 vegades, permetent que les carreres de rendiment puguin ser completades en menor temps que en la manera A-Spec.
Punts B-Spec són donats al jugador per cada carrera completada en la manera B-Spec. El que incrementa el seu nivell d'habilitat en diferents categories.
Si no prems parada en boxes durant molt temps, el cotxe per a automàticament.

## Circuits

### Circuits del Món
- Tsukuba
- Tsukuba Humit
- Fuji Speedway dels 80
- Fuji Speedway dels 90
- Fuji Speedway 2005
- Fuji Speedway 2005 GT
- Infineon Raceway I
- Infineon Raceway II
- Laguna Seca Raceway
- Twin Ring Motegi: Carretera
- Twin Ring Motegi Est: Circuit Curt
- Twin Ring Motegi Oeste: Circuit Curt
- Twin Ring Motegi Super Speedway
- Circuit de Suzuka
- Circuit de Suzuka - Circuit Est
- Circuit de Suzuka - Circuit Oest
- Nürburgring Nordschleife
- Circuit de la Sarthe I
- Circuit de la Sarthe II

### Terra i Neu
- Swiss alps
- Cathedral Rocks Trail I
- Cathedral Rocks Trail II
- Tahiti Maze
- Grand Canyon
- Ice Arena
- Chamonix
- East log
- West log

### Circuits Originals de GT
- High-Speed Ring
- Midfield Raceway
- Grand Valley Est
- Grand Valley Speedway
- Deep Forest Raceway
- Trial Mountain
- El Capitán
- Autumn Ring Mini
- Autumn Ring
- Apricot Hill Raceway
- Test Course

### Circuits Urbans
- Seoul Central
- Tokyo: Route 246
- Hong Kong
- Clubman Stage Route 5
- Special Stage Route 5
- New York
- Seattle Circuit
- Cote d'Azur
- Òpera de París
- Georde V París
- Città di Aria
- Costiera di Amalfi
- Las vegas Chevrolet raceway

## Crítiques
- La principal crítica que ha rebut el joc és la falta de danys en els vehicles, la qual el joc competidor, Forza Motorsport de Microsoft, sí que posseeix. En comptes de rebre dany, les actuacions simplement revoten en els vehicles rivals o en els murs (Això pot ser a causa del fet que les marques d'automòbils que van signar perquè els seus vehicles apareguessin en el joc, no vulguin que aquests es vegin danyats).

- Falta el joc en línia també va anar fortament criticat, ja que es va eliminar poc abans de ser llançat.

- Algunes actuacions no poden ser competits en carreres completes, sinó solament utilitzats en reptes contra rellotge o manera fotogràfica.

- IGN.com va mostrar desaprovació en el sistema d'intel·ligència artificial referint que els pilots virtuals segueixen la seva línia i semblen no notar la presència del jugador.

- En l'última prova del carnet A internacional, indica que el Mercedes-Benz toca el cotxe de seguretat i al fer-ho et desqualifiquen.

## Curiositats
- El primer llançament en Japó i Xina incloïa una guia de 212 pàgines, amb un missatge del famós emprovador d'actuacions Reychiro Fukuno, una introducció a la física en les carreres, lliçó de com usar el volant GT Force Pro, una guia i catàleg de parts per a modificar el motor, un tutorial del mode fotogràfic fet pel fotògraf Chikara Kitabatake, un índex de circuits, un índex parcial de les actuacions i un índex complet de la música del joc.
- El llançament del Japó inclou com música d'entrada la cançó "Moon Over the Castle" de Masahiro Andoh. No obstant això, en les versions europees i americanes es va canviar per unes altres, entre elles "Panama" de Van Halen.
- El circuit de Hong Kong aquesta localitzat en el districte de Tsim Sha Tsui, amb una ruta en sentit de les agulles del rellotge. Inicia a Salisbury Road, després pel seu camí enfront de l'aigua i llavors per Nathan Road.
- A causa de la rapidesa amb què es va llançar la versió xinesa, té diversos errors textuals notoris, com els noms de dues actuacions usades dels 90 que van ser intercanviats.
- Publicitar el joc va ser en una ocasió la tasca de dos equips en el reality show The Apprentice.
- És el primer joc en la sèrie de presentar un custom car, el Buick Special. També és la primera ocasió en què s'inclouen camionetes pickup (com la Ford Lightning), rèpliques de cotxes (el DeLorean), cotxes amb motor diesel (BMW 120d) i companyies d'autoparts.
- Tots els jocs de la sèrie presenten carreres de resistència que requereixen més d'una hora per a completar. No obstant això, GT4 és el primer joc on s'inclouen esdeveniments de 24 hores. Existeixen tres: Nürburgring, Sarthe 1 i Sarthe 2.
- És el primer joc a incloure òxid nitrós.

## Música
- "I predict a riot" Kaiser Chiefs
- "Slip And Slide" A. Skillz.
- "Till The Break" A. Skillz.
- "Bullet" ANTIDOTE.
- "Hold The Brakes" Apollo 440.
- "Start The Car" Apollo 440.
- "Runaround" Arlo.
- "D-Greasy Rides" Bootsy & Friends featuring D-Greasy & Bino.
- "Let's Roll" Bootsy & Friends featuring D-M.A.U.B.
- "Don't Mean A Thing" Borialis.
- "Apology For Non-Symmetry" Chronic Future.
- "La fille aux cheveux de lin" Claude Debussy
- "Clair de lune" Claude Debussy
- "Reverie" Claude Debussy
- "It's All About You" Daiki Kasho
- "Soul Surfer" Daiki Kasho
- "Wicked" Daiki Kasho
- "What to Believe" Daiki Kasho
- "Good Days Bad Days" Daiki Kasho
- "Break Down" Daiki Kasho
- "My Precious" Daiki Kasho
- "Real Dream" Deepsky
- "Nitro" Dieselboy + Kaos, Vocals by J-Messinian
- "Car Crash Rock" Dirty Americans
- "Getaway" Earth Wind and Fire
- "Je te veux" Erik Satie
- "Gymnopediel" Erik Satie
- "Checker Flag" ETNICA
- "Fruhlingslied, Op.67 No.4" Felix Mendelssohn-Bartholdy
- "Prelude No.15 in D-flat major, Op.28 No.15" Frédéric Chopin
- "Bubble'n Tweak" HALLUCINOGEN
- "(Call Me) Super Bad Parts 1, 2 & 3" James Brown
- "Hot Rod Honeymoon" Jeff Beck
- "Rollover DJ" Jet
- "Nothingwrong" Jimmy Eat World
- "Summer Song" Joe Satriani
- "Canon" Johann Pachelbel
- "Air on the G string" Johann Sebastian Bach
- "Jesus bleibet meine Freude" Johann Sebastian Bach
- "Suite fur Violoncello Nr.1 C major, BWV1007" Johann Sebastian Bach
- "Freewheel Burning" Judas Priest
- "Inside Every Man (There's a Machine Waiting to Come Out)" KOX-BOX
- "Liebestraum III" Franz Liszt
- "Short Fuse Burning" Less Than Jake
- "Moon Over The Castle (Orchestra Version)" Masahiro Andoh
- "Pictures as an Exhibition Promenade" Modest Mussorgsky
- "Gameplan" Mr. Natural
- "Getting Away With... (Gran Turismo 4 Vrenna/Walsh Remix)" Papa Roach
- "Not Listening" Papa Roach
- "Funny Little Feeling" Rock 'n' Roll Soldiers
- "Le cygne" Camille Saint-Saëns
- "You Must Follow" Stratus
- "Moon Over The Castle (GT Theme Short/Long Remix)" Synthetic vs. The Antidote
- "So Long Baby Goodbye" The Blasters
- "Machine Gun" The Commodores
- "Born Too Slow (Deepsky's Green Absynthe Dub Mix)" The Crystal Method
- "I Don't Want To Know" The Donnas
- "I Don't Care" The Roots featuring Dom
- "Panama" Van Halen
- "Drop On You" Will i Am
- "It Don't Mean Nothing" Will i Am
- "Rondo in D major, KV485" Wolfgang Amadeus Mozart
- "Rockstar" Wylde Bunch
- "Ready To Rock" X-ecutioners
- "Oh Yeah" Yello
- "B is for Brutus" The Hives
- "Uptight" The Hives
- "Michael" Franz Ferdinand

## Premis
- E3 2003 Game Critics Awards: Best Racing Game[3]
- Inclòs en el "Top 50 Games of 2005" de Game Informer.

## Vendes
Fins al 30 d'abril de 2008, el Gran Turismo 4 ha venut 1,24 milions de còpies al Japó, 2,9 milions a l'Amèrica del Nord, 5,77 milions a Europa i 150.000 a Àsia amb un total a tot el món de 10,06 milions de còpies. Fins al juny del 2008, Gran Turismo 4 s'ha venut 1,25 milions de còpies al Japó, 2,93 milions a l'Amèrica del Nord, 5,85 milions a Europa, 70.000 Sud-est asiàtic, i 80.000 a Corea.